# Speleophriopsis scottodicarloi
Speleophriopsis scottodicarloi is een eenoogkreeftjessoort uit de familie van de Speleophriidae. De wetenschappelijke naam van de soort is voor het eerst geldig gepubliceerd in 1990 door Boxshall & Iliffe.